# Gustav Brunner
Gustav Brunner (Graz, 12 settembre 1950) è un ingegnere e designer austriaco di Formula 1.

## Biografia

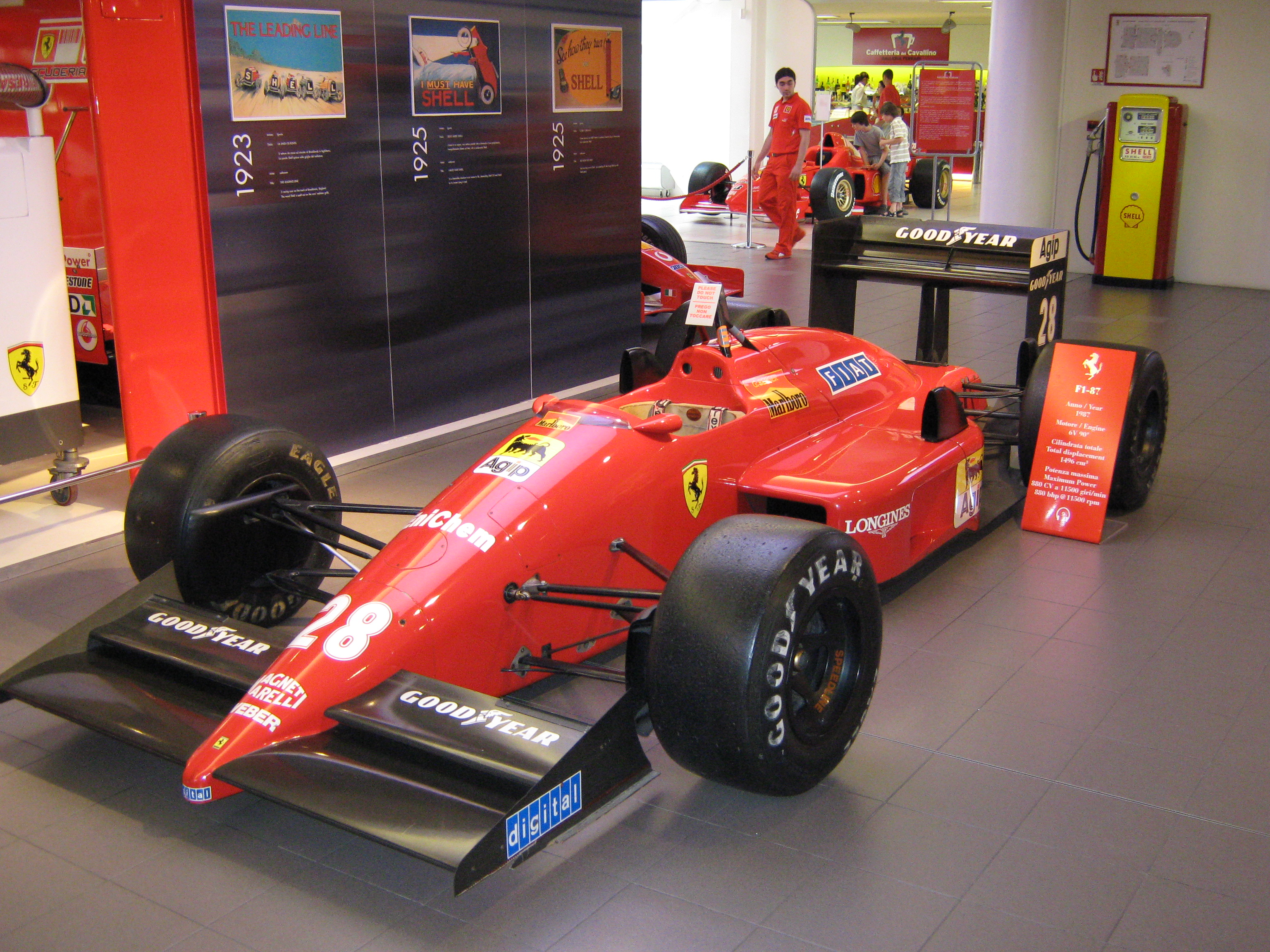
La Ferrari F1-87 progettata da Gustav Brunner (1987)

Arrivato in Formula 1 nel 1983, lavorò inizialmente per il team tedesco ATS disegnando due auto, la D6 (1983) e la D7 (1984), prima di abbandonare in seguito a una serie di litigi con il titolare Hans Gunther Schmidt. Il 1985 lo vide al lavoro per la britannica RAM dove progettò la monoposto 03. In questo periodo si guadagnò una certa reputazione nell'ambiente per la capacità di disegnare buoni telai anche a budget ridotto, nonostante le squadre per cui aveva lavorato non avessero ottenuto risultati di rilievo.
In seguito lavorò dapprima sempre in Gran Bretagna per la Arrows e poi in Italia per la Ferrari dove, oltre alla Formula 1, collaborò anche al progetto della Ferrari Cart, prototipo pensato per l'omonimo campionato nordamericano. Lasciò la scuderia di Maranello nel 1988 a causa dell'arrivo di John Barnard e passò alla teutonica Rial, nuovo team di Schmidt, dove disegnò l'ARC1, divenuta famosa come "la piccola Ferrari blu" per la somiglianza con la precedente opera di Brunner, la F1-87. Presto chiuse una seconda volta la collaborazione con Schmidt per diventare direttore tecnico del team Zakspeed.
Quando la squadra tedesca si ritirò alla fine della stagione 1989, passò alla britannica March. Durante questo periodo è ricordato soprattutto per avere scavalcato il muretto dei box ed essere corso in mezzo alla pista del Paul Ricard, dove il suo pilota Ivan Capelli aveva appena conquistato un insperato secondo posto nel Gran Premio di Francia 1990.
Con il ritiro della Leyton House passò alla faentina Minardi nel 1993, progettando l'ottimo telaio M193, prima di trasferirsi al reparto ricerca e sviluppo del team Ferrari, per poi ritornare alla Minardi come direttore tecnico nel 1997. Dopo tre stagioni consecutive in cui si guadagnò il plauso per i suoi telai innovativi e per l'efficienza della gestione economica, venne strappato dalla Toyota che lo pose a direttore tecnico del loro neonato team di Formula 1; lasciò la casa nipponica alla fine del 2005.